# Jan Pinvička z Domažlic
Jan Pinvička z Domažlic († po roce 1463) byl český písař a učitel, který v 15. století působil v Ledči nad Sázavou. To je doloženo v jedné poznámce na konci textu Dalimilovy kroniky, jedné ze součástí tzv. Pinvičkova sborníku, který byl sepsán v letech 1459–1469. Přezdívku "Pinvička" získal pravděpodobně kvůli své zálibě v pivě.

## Pinvičkův sborník
Pinvičkův sborník (během své existence vystřídal několik označení, mj. také Zeberův kodex) je česky psaná památka z 15. století. Tvoří ho několik různě obsahově zaměřených textů; jedná se převážně o starší díla, většinou texty ze 14. století. Účelem sborníku pravděpodobně bylo přinést jeho čtenářům zábavu; obsahuje ale i několik historicky zaměřených textů, které měly čtenáře poučit. Rukopis Pinvičkova sborníku je uložen v knihovně Národního muzea v Praze pod signaturou II F 8. Je psán na papíře, skládá se z 213 stran a jeho rozměry jsou 15 x 23 cm3. Obsah sborníku:
- Dalimilova kronika, základní a první část díla
- Nová rada (veršovaná skladba Smila Flašky z Pardubic)
- Skládání o podkoním a žáku
- Počíná sě Apolon (román)
- Počíná sě Waltera a Grizeld (povídka)
- Počíná sě Tandariáš (také Tandarius a Floribell, romantická veršovaná skladba)
- kratší, jen několikastránkové texty: O zlobivé ženě, text Item tuto sě počínají kroniky české (letopisy z let 893 až 1457), Kronika česká ode tří set let (popisuje události mezi lety 1378 a 1461), Proroctví Sibillino